# Stjepan Tomičić
Stjepan Tomičić alias Alfons Dalma (Otočac, 26. svibnja 1919. – Beč, 28. srpnja 1999.), hrvatski novinar.
Već sa 17 godina je otišao u Zagreb i radio je kao slobodni novinar za katolički list "Hrvatska straža". Bio je i dopisnik iz Pariza za ovaj list. Godine 1939. mijenja prelazi u katolički list "Hrvatski Glas". Nakon upostave NDH i zabrane tog lista, Tomičić prelazi u novinsku agenciju "Croatia". Od 1941. do 1943. radio je za novine NDH. Godine 1945. probio se do Beča i kasnije u Salzburg, gdje mijenja ime u Alfons Dalma.
Godine 1945. počinje novu karijeru kod "Salzburger Nachrichten" gdje je do 1954 urednik. Od 1954 do 1967 je glavni urednik Minhenskog lista " Münchner Merkur". Dok ga 1967. ne pozove gosp. Bacher, glavni intendant austrijske državne televizije za glavnog urednika ORF-a (Radio i televizija).
Od 1974 do 1986 je bio je dopisnik iz Rima za ORF. Pored toga, 1982. je postao i profesor.

## Nagrade
- 1968. - Karl-Renner Preis

## Odlikovanja
- Republika Italija " Grande Ufficiale"
- Francuska "Chevalier de la Legion L`honneur" (Vitez francuske počasne legije"
- Republika Austrija "Goldenes Verdienstkreuz" (zlatni križ zasluge)

## Vanjske poveznice
- [neaktivna poveznica]